# Hephaestion corralensis
Hephaestion corralensis là một loài bọ cánh cứng trong họ Cerambycidae.